# Änuar Kümpekejew
Änuar Qajyrgeldiuly Kümpekejew (kasachisch Әнуар Қайыргелдіұлы Күмпекеев, russisch Ануар Каиргельдыевич Кумпекеев Anuar Kairgeldyjewitsch Kumpekejew; * 16. Juni 1984 in Pawlodar, Kasachische SSR) ist ein kasachischer Politiker.

## Leben
Änuar Kümpekejew wurde 1984 in Pawlodar geboren. Er machte 2005 einen Bachelor of Economics in an der Lomonossow-Universität Moskau. Danach ging er mit einem Stipendium an Großbritannien, wo er 2007 mit dem Master of Economic Policy einen weiteren Abschluss an der University of Bradford machte. Ein dritter Hochschulabschluss kam 2016 hinzu als er die Staatliche Universität Kökschetau abschloss.
Seine berufliche Laufbahn begann er 2005 als Mitarbeiter in der Abteilung für Wirtschaft und Finanzen des kasachischen Gesundheitsministeriums. Von 2007 bis 2008 war er Direktor der Marketing- und Handelsabteilung sowie Leiter der strategischen Entwicklungsabteilung des Nationalen Zentrums für Biotechnologie in Astana. Zwischen Dezember 2009 und Juli 2012 war Kümpekejew Direktor der Abteilung für Wissenschafts- und Technologiepolitik und Geschäftsführer sowie Mitglied des Vorstands des Staatsunternehmens „Kasachisches Zentrum für Modernisierung und Entwicklung der Wohnungs- und Kommunalwirtschaft“. Anschließend bekleidete er die Position des stellvertretenden Äkim (Bürgermeister) der Stadt Stepnogor im Gebiet Aqmola. Am 24. Mai 2015 wurde er zum Äkim der Stadt ernannt.
Seit dem 22. August 2018 war er Bürgermeister seiner Heimatstadt Pawlodar. Am 2. Juli 2019 wurde er von Bolat Baqauow, Gouverneur des Gebiets Pawlodar, von seinem Posten entlassen. Kümpekejew sah sich in den Monaten zuvor öffentlicher Kritik ausgesetzt, da er auf Kosten der Stadt eine teuere Wohnung und Möbel kaufen ließ.